# Jan Willem Philip Borleffs
Jan Willem Philip Borleffs (Groningen, 20 augustus 1896 – 's-Gravenhage, 25 februari 1969) was een Nederlands classicus, leraar, en onderzoeker op het gebied van de patristiek.

## Biografie
Borleffs werd op 20 augustus 1896 te Groningen geboren als oudste zoon van Jan Julius Willem Borleffs en Johanna Katharina Alberts. Zijn vader was bankier en eerst als procuratiehouder en later als directeur werkzaam bij Mesdag & Zonen Effectenkantoor N.V. (dat later overging in Bank Mees & Hope) te Groningen. Zijn moeder speelde als medeoprichtster van de Vereeniging De Vrouwenbond in 1894 een rol bij de vrouwenemancipatie in Groningen.
Na een studie klassieke talen in Groningen promoveerde Borleffs in 1925 summa cum laude op een proefschrift getiteld 'De Tertulliano et Minucio Felice'. Hiermee legde hij de basis voor zijn onderzoek naar de tweede-eeuwse kerkvader Tertullianus, waarmee hij in de jaren daarop volgend internationale erkenning kreeg als latinist en expert op het gebied van de patristiek (onderzoek naar de vroegchristelijke kerkvaders). Een jaar na zijn promotie trouwde hij te Winschoten met Henriëtte Geertruida Kappers (1905-2011), dochter van Heino Hermanus Brucherus Kappers, directeur van de Stoomtram Mij. Oldampt-Pekela, en Johanna Hendrica Habermehl. Zij kregen twee kinderen, Johanna Katharina Borleffs (1929-2006) en Jan Julius Willem Borleffs (1930-2018).
Borleffs begon zijn loopbaan als leraar klassieke talen kortdurend aan het Erasmiaans Gymnasium te Rotterdam (1925-1926), gevolgd door een periode van 35 jaar als leraar aan het Gymnasium Haganum te ’s-Gravenhage (1926-1961). Naast zijn werk als leraar bleef hij actief op het gebied van de patristiek met daarbij speciale aandacht voor Tertullianus. In de periode 1932-1936 was hij privaat docent Latijnse patristiek aan de Leidse universiteit, welk ambt hij in 1932 aanvaardde met een openbare les getiteld 'Een wet tegen Christenen bij Tertullianus?' Vanaf 1947 behoorde hij tot de eerste redacteuren van Vigiliae Christianae, dat in de latere jaren uitgroeide tot een internationaal gezaghebbend Engelstalig tijdschrift op het gebied van vroegchristelijke studies. Hij vervulde deze functie tot aan zijn overlijden in 1969. 

## Nalatenschap
In een in memoriam dat na zijn overlijden in Vigiliae Christianae werd gepubliceerd, wordt Borleffs beschouwd als "een pionier in de geschiedenis van de klassieke en patristische wetenschap in een periode waarin klassieke geleerden weinig belangstelling hadden voor de christelijke Latijnse literatuur en waarin de geringe hoeveelheid werk die op dit gebied verricht werd vaak een tamelijk amateuristisch karakter had. Borleffs was in staat om de vaak ingewikkelde verhandelingen van Tertullianus tot leesbare teksten te redigeren.", zo schrijven de auteurs van het in memoriam. Na zijn proefschrift volgde in 1929 de bewerking van Tertullianus’ Ad Nationes, "een uitgave gebaseerd op een fragmentarisch deel van de Codex Agobardinus, die nog steeds algemeen erkend wordt als een meesterwerk vanwege de grondige kennis van de redacteur van het Latijnse idioom." In de jaren daarna volgden uitgaven van Tertullianus’ manuscripten 'De baptismo', 'De paenitentia', 'De patientia' en 'De resurrectione mortuorum'. De meest complete vorm van deze uitgaven is later opgenomen in het Corpus Christianorum, een reeks van wetenschappelijke uitgaven met betrekking tot de westerse kerkgeschiedenis van de late oudheid tot de late middeleeuwen. Bijzonder was ook Borleffs' onderzoek naar de manuscripttraditie van Tertullianus, dat tot verschillende publicaties heeft geleid. Ten slotte zijn te noemen de bloemlezing uit de gedichten van Horatius (1939) en de tekstuitgave Tacitus’ Historiae (1947) die beide verschillende herdrukken hebben gekregen.